# Ульрих III (герцог Каринтии)
Ульрих III (нем. Ulrich III; ок. 1220 — 27 октября 1269) — герцог Каринтии в 1256—1269 годах и Крайны (c 1248/1251 года), последний представитель династии Спанхеймов.

## Биография
Ульрих III был сыном Бернарда, герцога Каринтии в 1201—1256 годах, и Юдитты Чешской, дочери чешского короля Пржемысла Отакара I. Ульрих III воспитывался в Праге при дворе чешского короля. Каринтийско-чешский союз, заложенный ещё Бернардом Спанхеймом был ориентирован на противостояние росту австрийского влияния в регионе. После смерти в 1246 году Фридриха II, герцога Австрии, молодой Ульрих женился на его бывшей жене Агнессе Меранской, наследнице земель Андексской династии. Это позволило Ульриху III в 1248 году получить престол герцогства Крайны.
После смерти своего отца в 1256 году Ульрих стал герцогом Каринтии. Объединение Каринтии и Крайны и прочный союз с Чехией позволил Ульриху III значительно укрепить международный авторитет государства. Об амбициях каринтийского герцога свидетельствует тот факт, что в качестве своего герба он стал использовать «трёх швабских львов» на золотом поле — геральдический символ, восходящий к Беатрисе Швабской, жене Адальберо, герцога Каринтии в 1011—1035 годах, которая происходила из имперского рода Каролингов. Этот символ до настоящего времени является гербом Каринтии.
В конфликтах за австрийское наследство, начавшихся после прекращения в 1246 году династии Бабенбергов, Ульрих III поддерживал короля Чехии. После смерти своей первой жены Ульрих женился на Агнессе Царинген, дочери австрийского герцога Германа Баденского, что давало возможность претендовать на австрийский престол, однако Ульрих III не стал вмешиваться в борьбу за австрийскую корону, ограничившись лишь поддержкой чешского претендента. Более того, в 1268 году Ульрих завещал свои владения и престол герцогства Каринтия своему двоюродному брату королю Чехии Пржемыслу Отакару II, отстранив от наследования своего младшего брата Филиппа, архиепископа Зальцбургского.
Со смертью Ульриха III в 1269 году прервалась династия Спанхеймов на каринтийском престоле. Вместе с прекращением династии Каринтия потеряла независимость, войдя в состав владений чешского короля.

## Брак и дети
- Агнесса Меранская (ум. 1260), дочь Оттона I, герцога Меранского:

- сын Генрих (ум. 1263)

- (1263) Агнесса Царинген (1250—1295), дочь Германа Баденского, герцога Австрии